# 언드라시 줄러
칙센트키라이와 크러스너호르커의 백작 언드라시 줄러(헝가리어: Gyula Count Andrássy de Csíkszentkirály et Krasznahorka, 1823년 3월 3일 - 1890년 12월 18일)는 1867년에서 1871년까지 헝가리의 수상을 역임한 헝가리의 정치인으로, 그 뒤에는 오스트리아-헝가리 제국의 외무장관(1871년 - 1879년)도 역임했다. 때로는 영어형 이름인 줄리어스 안드라시 백작이라고도 불렸다.

## 전기
그는 언드라시 카로이(헝가리어: Andrássy Károly) 백작과 서파리 에텔커(헝가리어: Szapáry Etelka) 사이에서 태어난 아들로 출생지는 헝가리 왕국의 올라흐퍼터크 (Oláhpatak, 지금은 슬로바키아의 로즈나바 지구)이다. 자유주의자의 아들로 태어난 그는, 당시 정부에 반대하는 것은 위험한 일이었음에도 불구하고, 정부에 반대했다. 언드라시는 어린 나이에도 정치 시위에 뛰어 들었다. 그는 당시 민족주의자 진영에 속해 있었다.
그의 능력을 처음으로 알아봐준 사람은 세체니 이슈트반(헝가리어: Széchenyi István) 백작이었다. 1845년, 이 젊은이는 상上 티서강 환경청의 회장으로 공직 생활을 시작했다.
1846년 줄러는 격렬한 어조로 쓰여진진 코슈트 러요시의 반정부 선언문, '페슈티 히를러프(헝가리어: Pesti Hírlap)'에 매료되었다. 그는 1848년에 의회의원 후보들 중 가장 급진적 후보 성향을 띠는 후보였는데, 결국 선출되었다. 그의 관대하면서도 충동적인 성격은 그를 결국 철저한 애국주의자로 만들었다.
요시프 옐라치치(헝가리어: Josip Jelačić) 휘하의 크로아티아인들은 헝가리의 메지무례(Međimurje) 지방을 크로아티아로 합병하려 했다. 언드라시는 젠트리로서 전쟁에 참전했다. 그는 괴르게이 어르투르(헝가리어: Görgey Artúr)의 부관으로 파코즈드(Pákozd)와 슈베하트(Schwechat)의 전투에 참가했다.
전쟁이 끝나갈 때쯤 혁명정부는 언드라시를 콘스탄티노폴리스로 보냈는데, 오스만 정부가 최소한 중립의 자세를 견지하게끔 만들라는 것이 그에게 내려진 명령이였다.
빌라고시(Világos, 현 루마니아령 시리아)의 재앙 뒤에 그는 처음에는 런던에서 그 뒤에는 파리에서 망명 생활을 했다. 1851년 9월 21일 오스트리아 정부는 헝가리 혁명에 가담한 죄로 그의 모형을 교수형에 처했다.
그는 10년 간의 망명 생활을 정치학, 특히 유럽 국가들 간의 외교를 공부했는데, 그는 프랑스 제2제국의 화려한 외관 속에 감쳐진 약점을 날카롭게 감지했다.
1858년 언드라시는 고향으로 돌아왔는데, 그의 정치적 견해는 이전과 완전히 달랐다. 그는 사면을 요청하지도 않았고, 오스트리아 정부나 마자르 보수당(아마도 부분적인 자치권을 요구한)의 접근도 계속 거절했다. 대신 그는 데아크 페렌츠(헝가리어: Deák Ferenc)의 당에 호의를 보냈다.
1865년 12월 21일, 언드라시는 의회의 부의장으로 선출되었고, 1866년 3월에 의회는 그를 오스트리아와 헝가리의 대타협(1867년 오스트리아-헝가리 대타협으로 알려져 있다)을 끌어낼 헝가리측 협상단의 대표로 지목했다.
당시에는 그가 협상 위원회에서 유일하게 사법권을 가진 법원을 설득할 수 있다고 여겨졌다.
쾨니히그레츠 전투가 일어나자 프란츠 요제프 1세 황제는 처음으로 언드라시에게 정식으로 토의하기를 요구했다. 언드라시는 황제에게 해로운 헌법을 제정하고 새 수상을 임명하라고 조언했다.
1867년 2월 17일, 왕은 언드라시를 헝가리 초대수상으로 임명했다. 이 행사에서 데아크 페렌츠는 언드라시에게 “헝가리가 위급한 이 때에 신께서 헝가리에 내린 정치인”이라는 찬사를 보냈다.
수상으로서 언드라시는 단호했고, 협상에서는 온화한 달변가였다. 그래서 그는 곧 지도자의 위치에 설 수 있었다. 하지만 데아크의 권위는 타 정당의 지도자들에 비해 왜소했고, 그 때문에 그의 지위는 여전히 불안했다. 하지만 이 와중에도 그는 탁월한 능력을 뽐냈다.
언드라시는 국방과 외교에도 관여했다. 그는 헝가리 국민군을 조직했다. 그는 자주 군대를 편성하고 부대를 배치하는 일이 자신의 생에서 가장 어려운 일이라 불평했다.
1870년, 프로이센-프랑스 전쟁이 발생하자 언드라시는 오스트리아 정부는 중립이라는 점을 단호하게 고수했다. 1870년 7월 28일, 그는 연설에서 열렬히 오스트리아가 1863년 이전의 독일에 대한 영향력을 복구해야 한다는 주장에 이의를 제기했다. 1871년 11월 6일, 보이스트의 프리드리히가 총리직을 사임하자 언드라시는 그의 업무를 이어받았다. 그의 총리 재임기간은 전래없는 변혁의 시기였다.
그때까지 합스부르크 가문의 제국은 단 한번도 신성 로마 제국와 스스로의 제국을 분리해 생각한 적이 없었다. 하지만 이탈리아와 독일에 대한 영향력을 잃고 그 결과로 이중 제국이 성립되자 그들은 좀 더 장기적으로, 외교적으로 주의를 기울여야 할 곳이 근동, 불완전하게나마 민족성이 갖춰진 발칸반도민들이라는 점을 깨달았다. 문제는 이 민족들이 독립할 것이냐, 아니면 술탄의 폭정에서 차르의 폭정으로 단순히 주체만을 바꿀 것인가 하는 것 이었다.
이전의 오스트리아는 발칸반도에 대한 러시아인들의 움직임에 대해 무관심하거나, 그 전리품을 나눴다. 하지만 이제는, 거기에서 한 발 나아가, 유럽에서 잃은 것을 그 방면에서 벌충하기로 했다.
언드라시는 유럽의 궁정들과의 관계도 개선했다. 처음에는 독일의 황제로, 그 뒤에는 훨씬 친밀한 태도로 베를린, 빈, 상트페테르부르크, 베니스의 회의에서 이탈리아와 러시아에게 다가갔다.

### “언드라시 문서”
오스트리아의 영향력이 복구된 것은 1875년 보스니아에서 일어난 심각한 소요가 일어난 뒤의 일로서 증명할 수 있다. 빈, 베를린, 상트페테르부르크의 정부는 동방 문제에 대한 서로의 견해를 이해하고 있었으며, 이들의 견해는 언드라시가 보이스트 백작에게, 또, 오스트리아 대사가 성 제임스의 궁정에 보낸 “언드라시 문서”이라는 이름으로 알려진 공문의 내용에서 잘 알 수 있다.
그 공문에서 언드라시는 반란을 확대시키지 않고 진압하려는 열강들의 노력이 되려 문제를 키우고 있다는 점, 반역자들의 세력은 전혀 피해를 받지 않았다는 점, 오스만 황제의 여러 칙령에서 보여진 개혁에 대한 오스만 제국의 약속은 우유부단한 정치인의 신념만큼이나 믿지 못할 것이며, 오스만 황제는 이런 생각을 한 적도, 할 의지도 없으며, 그의 조치는 그 어떤 지방에도 적용되지 않았다는 점을 지적했다. 따라서 대재앙을 막기 위해서, 그는 열강들이 이제는 오스만 정부를 행동으로 압박해야할 때가 왔다고 주장했다.
근본적인 개혁에 대한 대강의 개요가 그 뒤를 따랐다. 무엇보다 중요한 기독교에 관용과 인정, 영농에 대한 세금 부과 체계의 폐지, 또, 보스니아 헤르체고비나─이 지역은 종교 문제 외에도 영농 문제 등, 다른 지역보다 훨씬 더 복잡했다.─에는 기독교도 농부들이 자유로이 개종할 수 있어야 하며, 오스만의 무슬림 지주들이 기독교도 소작농들에게 무슬림 소작농들이 내는 소작료의 2배를 부과하지 못하게 해야한다는 것 등이 있었다.
보스니아 헤르체고비나에는 의회가 열리고, 법관들이 임명되었으며, 개인의 자유가 보장되었다. 마침내 무슬림과 기독교도가 합심해 위원회를 조직했고, 개혁을 감독했다. 어쨌거나, 술탄이 그 자신의 약속이 유럽인들에 의해 실행되는 것을 아무 말 않고 바라본 덕분에 반란의 위험이 줄어든 것은 사실이다. 또, 언드라시 문서에 의해 열강들 사이에 협상 분위기가 만들어졌고, 영국과 프랑스 역시 이 계획에 동의했다.
러시아와 오스만 정부 사이에서 또 전쟁이 일어나자, 언드라시는 러시아 궁정과 협상을 했으나, 이번에는 러시아가 협상을 거부했다. 이대로 가다가는 오스트리아 군주가 피해를 보는 것이 분명해 보였다. 산스테파노 조약이 조인되자, 근동에 대한 오스트리아의 패권이 위협받게 되었고, 언드라시는 이 문제에 대한 최종적인 조정이 유럽의 회담을 통해 이뤄져야 한다는 데 대해 독일과 영국의 공감을 얻어냈다.
언드라시는 1878년 베를린 회의에서 오스트리아의 전권 대사로서 참여해, 러시아의 이익을 줄이고 이중 제국의 이익을 증대시켰다. 회의가 열린 6월 13일이 되기도 전에 언드라시와 대영제국의 외무 장관 솔즈베리 후작은 이미 “6월 6일, 오스트리아가 영국의 요구를 지지하는 대가로 영국은 오스트리아의 보스니아 헤르체고비나에 대한 요구를 동의한다는 것”을 합의했다.
언드라시는 보스니아-헤르체고비나의 점령과 행정 외에도 노비 파자르의 산자크에 병력을 주둔시킬 권리 (행정은 여전히 오스만 정부가 담당함.)를 얻어냈다. 산자크는 세르비아와 몬테네그로에 대한 독립을 지켜냈고, 오스트리아-헝가리 병력은 살로니카에 대한 진격로를 얻음으로서 “발칸반도의 서쪽 절반을 오스트리아의 영향력에 묶어놓게 되었다.” “(오스트리아-헝가리의) 대규모 병력은 원하기만 한다면 언제라도 살로니카에 대한 원정을 수행할 수 있었다.” 이 점령에 대한 여론은 특히 헝가리에서 안 좋았는데, 경제적 이유와 마자르인들의 친터키적 성향 때문이었다.

1878년 9월 28일, 재무 장관 젤의 콜로만은 알브레히트 대공이 이끄는 군대가 살로니카로 원정을 갈 경우 사직하겠다고 위협했다. 헝가리의 의회는 개회 기간 도중인 1878년 11월 5일에 외무 장관은 근동의 위기 동안 그의 정책과 보스니아-헤르체고비나의 점령이 헌법을 침해했으니 탄핵 당해야 한다고 주장했다.

1878년 10월 10일, 프랑스 외교관 멜시오르 드 보귀에(프랑스어: Melchior de Vogüé)는 이후의 상황에 대해 이렇게 서술했다.

이 ‘모험’에 의해 촉발된 헝가리의 불만은 최악의 상황을 향해 달려가고 있었다. 보수적인 본능은 마자르 인종을 움직이게 하고 있다. 이것이 마자르 인종의 비밀이다. 이 활발하면서도 배타적인 본능은 역사적으로 고립된 집단, 소수 인종이 다수의 타인종들 간의 갈등을 유발하는 방식으로 나라를 통치하고, 유럽에서는, 수는 적지만, 문화 혹은 정신 문화적으로 엄청나게 중요한 역할을 수행하는 민족에게서는 자주 나타나는 경향이다. 이 본능은 지금은 좀 약해졌지만, 그럼에도 불구하고 보스니아-헤르체고비나의 점령이 위협적인, 생기가 넘치는 슬라브적 요소가 헝가리인들의 정치 조직, 그리고 더 넓은 분야를 침범할 것이며, 더 나아가 크로아티아에 힘을 더 해줌으로써 마자르 지배의 근간인 균형을 깨뜨릴 것을 경고했다.

언드라시는 지쳤다. 1879년 10월 8일, 그는 황제에게 사직서를 제출했다. 그는 사직하기 전날 독일과 공수攻守 동맹을 조인했다. 이 동맹으로 오스트리아-헝가리의 입지는 한층 탄탄해졌다.
그가 비록 사임하기는 했지만, 언드라시는 여전히 위원회원이자 상원 의원으로서 활동을 계속했다. 1885년, 그는 하원의 개혁을 따뜻하게 격려했다. 그러는 한편, 1867년의 조치는 신성불가침을 영역으로 남겨놓으려 노력했다. 1889년 3월 5일, 그는 상원에서 제국군의 배타성을 지지하는 사람들에게 군대의 일에 참견 말라는 요지의 연설을 했다. 그는 말년에도 여전히 영향력, 그리고 인기를 가지고 있었다. 1890년 2월 18일, 66세의 나이로 그는 영면했다. 그의 죽음은 제국에 국난으로 받아들여졌다. 그가 죽은 볼로스코 (리예카와 오파티야 사이의 마을. 지금은 크로아티아의 일부.)에는 명판이 남아 있다. 지금은 암포라라는 레스토랑이 그 자리에 서 있다.
언드라시는 몇 세기만에 처음으로 전 유럽적인 영향력을 발휘한 마자르 정치인이였다. 그는 홀로 마자르 대귀족들과 근대의 신사들을 연합시켰다는 평을 들었다. 그의 좌우명은 이렇다. “약속하는 것은 어렵지만, 그걸 실행하는 것은 쉽다.” 만약 데아크를 근대 헝가리 국민국가의 설계자라 한다면, 언드라시는 아마 건축가라 할 수 있을 것이다.
그의 아내 켄데피 커틴커(헝가리어: Kendeffy Katinka) 백작 부인과 그는 1856년 파리에서 결혼했다. 언드라시와 그녀는 아들 2명과 딸 1명(일로너, 1859년 출생)을 세상에 남겼다. 두 아들 모두 정치인이 되어 두각을 보였다.
장남 언드라시 티버더르(헝가리어: Andrássy Tivadar, 테오도르 안드레아스, 1857년 6월 10일 ~ )는 1890년 헝가리 하원 의장으로 선출되었다. 차남 줄러(아버지의 이름을 이어 받음. 1860년 6월 30일 출생) 역시 정치인으로 성공했다.
당시 언드라시 백작과 오스트리아-헝가리의 황제 프란츠 요제프 1세의 아내 바이에른의 엘리자베트 황후가 오랜 기간 동안 사랑했다는 소문이 돌았다. 하지만 이 소문에 대한 근거라고는 엘리자베트와 그녀의 아들 오스트리아 황태자 루돌프가 이상하리만큼 헝가리를 좋아했던 것 (두 사람 모두 헝가리어에 유창하고 헝가리어로 된 시를 좋아했다) 밖에 없다. 그의 후손 로라 에버렛과 리처드 에버렛은 영국 허더즈필드의 시세트에 산다. 그녀는 지역 사회에서 헝가리어에 유창한 사람으로 유명하다.

## 관련 서적
- Andrássy's Speeches (Hung.) edited by Bela Lederer (Budapest, 1891)
- Memoir (Hung.) by Benjamin Kállay (Budapest, 1891)
- Eulogy (Hung.) in the Akad. Értesitő, Evf. 14 (Budapest, 1891)
- Recollections of Count Andrassy (Hung.), by Manó Kónyi (Budapest, 1891)